# Amphicallia solai
Amphicallia solai är en fjärilsart som beskrevs av Druce 1907. Amphicallia solai ingår i släktet Amphicallia och familjen björnspinnare. Inga underarter finns listade i Catalogue of Life.